# Paulo César Graça e Paz
Paulo César Graça e Paz Faria, também conhecido como Paulo César Graça e Paz (, 25 de dezembro de 1949 — São Gonçalo, 6 de dezembro de 2011) foi um político, radialista e cantor brasileiro.
Faleceu em São Gonçalo em 6 de Dezembro de 2011, devido a complicações com diabetes.

## Música
Membro da Igreja Batista, e mais tarde da Igreja Metodista, Graça e Paz começou a despontar no início dos anos 80 no Brasil o surgimento do fenômeno dos “louvorzões”, quando ele e outros neo-líderes dos jovens cristãos, dirigiam grandes reuniões de louvor evangélico interdenominacional atingindo um grande público entre a juventude evangélica, que saia de um período de maior conservadorismo.
Os eventos por ele idealizados chegaram agrupar 180 mil pessoas na Quinta da Boa Vista, época em que shows com grandes nomes da MPB levavam de cinco mil a 12 mil pessoas ao mesmo local.[carece de fontes?]
No início dos anos 90 começou uma iniciativa de campanha solidária, intitulada S.O.S. Vida, que o levou juntamente com vários nomes da música gospel brasileira, a lançar um compacto intitulado S.O.S. Vida: Adeus Drogas, Há Deus, lançado pela Line Records.
Através de seu programa de rádio, o notável Música Viva, na Difusora Boas Novas, no Rio de Janeiro, que fez grande sucesso no inicio dos anos 80, e posteriormente na Rádio Copacabana, Graça e Paz iniciou um movimento evangelístico em diversas cidades do estado, as famosas caravanas, conclamando jovens e pessoas mais idosas, para eventos que se realizavam, às vezes em praças e parques públicos, ou até mesmo em igrejas.
Algumas dessas caravanas foram realizadas nas cidades de Duque de Caxias, Icaraí e outras.

## Política
Além disso, Graça e Paz se envolveu na política, sendo eleito deputado estadual do Rio de Janeiro na legislatura de 1995 a 1999 pelo Partido Progressista (Brasil) (PP) (foi o terceiro mais votado na ocasião), mas trocou para o Partido da Social Democracia Brasileira (PSDB) durante o mandato.
Foi derrotado na eleição de 1998, e tentou novamente o pleito seguinte, tendo ocupado o cargo de vereador pelo município de São Gonçalo nos períodos de 2001 a 2005 e de 2005 a 2009. No pleito de 2008, não conseguiu o terceiro mandato edilício.